# الحركة الأدبية والفكرية في تونس (كتاب)

غلاف كتاب الحركة الأدبية والفكرية في تونس

الحركة الأدبية والفكرية في تونس هو أحد أهم الكتب التي ألفها الشيخ محمد الفاضل بن عاشور، وقد أرّخ فيه للتاريخ الثقافي والأدبي التونسي المعاصر.

## تاريخه
هذا الكتاب هو في الأصل مجموع ثماني محاضرات ألقاها الشيخ محمد الفاضل بن عاشور في القاهرة بدعوة من معهد الدراسات العربية العالية وذلك في مطلع الخمسينات، ثم جمعت تلك المحاضرات لتصدر بالقاهرة في كتاب عام 1955، وقد أعيد طبعه في تونس عام 1972 إذ صدر عن الدار التونسية للنشر ، وأعيد طبعه ثالثة عام 1983 وأخيرا أعاد المجمع التونسي للعلوم والآداب والفنون بيت الحكمة بتونس نشره بمناسبة الاحتفال بمئوية الشيخ محمد الفاضل بن عاشور عام 2009. ويعتبر هذا الكتاب مصدرا لا مندوحة عنه بالنسبة للمؤرخين والباحثين المهتمين بالحياة الثقافية والفكرية والأدبية التونسية منذ الاحتلال وخاصة في النصف الأول من القرن العشرين.

## المحتوى
تتوزع مادة الكتاب بين قسمين متوازنين تقريبا:
1. الأول: يضم المحاضرات الثماني التي ألقاها الشيخ محمد الفاضل بن عاشور في القاهرة، وهي على التوالي:

- صدمة الاحتلال، وقد غطت الفترة بين عامي 1883 و1897 ؛
- الخلدونية، وقد غطت الفترة بين العام الذي ظهرت فيه الجمعية الخلدونية، أي عام 1897 وعام 1911 ؛
- قدماء الصادقية، وقد غطت العشرية الثانية من القرن العشرين ؛
- الصحافة، وقد اهتم فيها الشيخ الفاضل بن عاشور بالفترة المتراوحة بين عامي 1920 و1928؛
- حركات الشباب، واهتم فيها بثلاثينات القرن العشرين؛
- الإذاعة، وقد اهتم فيها بفترة الحرب العالمية الثانية في تونس؛
- الإصلاح الزيتوني، وهي امتداد للفترة السابقة إلى عام 1951 ؛
- الموقف الراهن وأعقابه.

وفي كل واحدة يعرض المؤلف جوانب التحرير الوصفي والعلمي والسياسي والنثر الفني والخطابة والشعر.
1. الثاني: هو عبارة عن ملاحق الكتاب وتتمثل عدد من المختارات الشعرية والأدبية والصحفية لعدد من الكتاب والمؤلفين الذين يعبرون عن تطور الحركة الأدبية والفكرية في تونس، ومن أشهرهم بالإضافة إلى المؤلف نفسه: محمود قابادو وخير الدين ومحمد السنوسي ومحمد النخلي ومحمد الطاهر بن عاشور ومحمد الخضر حسين وعبد العزيز الثعالبي ومحمد مناشو ومحيي الدين القليبي ومحمد الشاذلي خزندار وحسين الجزيري وأبو القاسم الشابي ومحمد الحليوي ومصطفى خريف والطاهر صفر ومحمد المنصف المنستيري.

## وصلة خارجية
- كتاب «الحركة الأدبية والفكرية في تونس» للشيخ محمد الفاضل ابن عاشور

## الإشارات المرجعية
1. ↑  http://www.neelwafurat.com/itempage.aspx?id=lbb35583-33802&search=books كتاب الحركة الفكرية والأدبية في تونس نسخة محفوظة 2022-05-20 على موقع واي باك مشين.
2. ↑  http://www.tap.info.tn/ar/index.php?option=com_content&task=view&id=10811 نسخة محفوظة 5 مارس 2016 على موقع واي باك مشين. طبعة جديدة لكتاب /الحركة الادبية والفكرية في تونس